# Familia Colonna
La familia Colonna es una familia noble italiana. Se hicieron poderosos en el Medievo y en el Renacimiento de Roma, época durante la cual de la familia surge el cardenal Oddone Colonna (elegido como el papa Martín V entre 1417 y 1431), así como numerosos miembros influyentes de la Iglesia católica, además de destacados líderes políticos. La familia es notable por su eterna disputa con la familia Orsini sobre la influencia en Roma, hasta que fueron detenidos por bula papal en 1511. En 1571, los jefes de ambas familias se casaron con las sobrinas del Papa Sixto V. A partir de entonces, los historiadores registran que  "no hubo paz que se haya celebrado entre los príncipes de la cristiandad en la que ellos no hubieran estado presentes" .
Tradicionalmente, la familia Orsini fueron sus principales rivales.  Otra familia rival eran los Della Rovere, contra los que lucharon aprovechando el caos reinante durante la guerra de Ferrara.
En el Palazzo Colonna de Roma se encuentra la colección de arte de la familia, conocida como Galleria Colonna.

## Orígenes supuestos y documentados
De acuerdo al borrador de la "Genealogía de la Magna Familia Colonna", ordenada por el Cardenal Gerolamo Colonna, patriarca de Venecia, los Colonna se remontarían a la Gens Julia donde se mencionan como antepasados figuras como Cayo Mario y Julio César hasta llegar a la Gens Romilia, y por lo tanto, a Eneas, hijo de Anquises y Venus.
Sin embargo, el primer ascendiente documentado proviene de la Gens Anicia, y es el senador romano Teofilacto (c. 864 - c. 925), miembro de los Optimates, u "hombres excelentes", quien fuera juez palatino del emperador Luis III, con el papa Sergio III, con quien seguramente estaba emparentado, pasando a desempeñar los cargos de Magister Militum (Comandante en Jefe del Ejército) y de Sacri Palatii Vestararius (Administrador de los Bienes del Papa) para posteriormente recibir el título de Gloriosissimus Dux y pasar a liderar a la nobleza urbana de Roma. Más adelante negoció una alianza militar con los normandos en nombre del Papa Juan X, y que tuvo como principal consecuencia el desalojo del Lacio por parte de las tropas musulmanas. Según la tradición posterior, los Colonna son una rama de los condes de Tusculum - por Pedro (1099-1151), hijo de Gregorio III, llamado Pedro "de Columna" de su propiedad, el Castillo de Columna, en Colonna, colinas albanas.
El primer cardenal de la familia fue nombrado en 1206 cuando Giovanni Colonna di Carbognano fue hecho cardenal diácono de SS. Cosma e Damiano. Durante muchos años, el cardenal Giovanni di San Paolo (elevado en 1193) se identificó como miembro de la familia Colonna y por lo tanto su primer representante en el Colegio de los Cardenales, pero los eruditos modernos han establecido que esto se basó en información falsa proveída desde principios del siglo XVI.
Giovanni Colonna (1206 c-.), sobrino del cardenal Giovanni Colonna di Carbognano, hizo sus votos solemnes como dominico c. 1228 y recibió su formación teológica y filosófica en el studium romana de Santa Sabina, precursora de la Universidad Pontificia de Santo Tomás de Aquino, Angelicum. Sirvió como delegado provincial de la provincia romana de la Orden Dominicana y dirigió el capítulo provincial de 1248 en Anagni. Colonna fue nombrado arzobispo de Messina en 1255.
En ese momento comenzó una rivalidad con la familia Orsini pro-papal, los líderes de la facción güelfa. Esto reforzó a la facción gibelina pro-emperador que la familia Colonna siguió durante todo el período de conflicto entre el Papado y el Sacro Imperio Romano.
En 1297, el cardenal Jacopo (Giacomo Colonna) desheredó a sus hermanos Ottone, Matteo, y Landolfo de sus tierras. Los tres últimos apelaron al papa Bonifacio VIII que ordenó a Jacopo devolverle las tierras, y además de entregarle las fortalezas de Colonna, Palestrina, y otras ciudades familiares al Papado. Jacopo se negó; en mayo, Bonifacio lo retira del Colegio Cardenalicio y él y sus seguidores son excomulgados por cuatro generaciones.
La familia Colonna (aparte de los tres hermanos se aliaron con el papa) declaró que Bonifacio había sido elegido ilegalmente tras la abdicación sin precedentes del papa Celestino V tres años antes. La ventaja de las controversias creó una guerra, y en septiembre el papa Bonifacio nombró a Landolfo al mando de su ejército, para sofocar la revuelta de los propios familiares de Landolfo Colonna. Así lo hizo, y para finales de 1298 Colonna, Palestrina, y otras ciudades habían sido capturada y arrasadas. Las tierras de la familia se distribuyeron entre Landolfo y sus leales hermanos; el resto de la familia huyó de Italia.
La enemistad de la familia con el papa Bonifacio VIII llevó a la destrucción de la fortaleza de Palestrina y la aprehensión del papa en Anagni por Sciarra Colonna en 1303. Sciarra, al parecer, golpeó al papa públicamente en el rostro. Fue él quien, en la vejez, coronó a Luis IV de Baviera como emperador del Sacro Imperio en 1328. En honor a este evento, la familia Colonna se le fue concedido el privilegio de usar la corona imperial en punta en la parte superior de su escudo de armas.
La familia permaneció en el centro de la vida cívica y religiosa durante toda la Baja Edad Media. En 1248, después de haber dedicado toda su vida al servicio de Dios y de los pobres, Margherita Colonna murió. Como miembro de la Orden Franciscana, ella fue beatificada por el papa Pío IX en 1848.

## DelsigloXIValXVIII
En el siglo XIV, la familia patrocinó la decoración de la iglesia de San Giovanni, en particular los mosaicos del suelo. En 1314, el cardenal Egidio Colonna murió en Aviñón, actualmente Francia, donde los papas se habían retirado. Un agustino, que había estudiado teología en París bajo la tutela de Santo Tomás de Aquino para convertirse en uno de los pensadores más prestigiosos de su época, además de tutor del rey francés Felipe IV el Hermoso, (1268 - 29 de noviembre de 1314). El célebre poeta Petrarca, era un gran amigo de la familia, en particular de Giovanni Colonna y a menudo vivía en Roma como invitado de la familia. Compuso una serie de sonetos para ocasiones especiales dentro de la familia Colonna, incluyendo "Colonna el Glorioso, el gran nombre en latín sobre el cual todas nuestras esperanzas descansan". En este período, los Colonna comenzaron a decir que eran descendientes de la dinastía Julio-Claudia (falsas afirmaciones similares son comunes entre la antigua nobleza romana, el caso Massimo siendo probablemente el más conocido).
Oddone Colonna (1369-1320 febrero de 1431) reinó como papa Martín V desde el 14 de noviembre de 1417 hasta el 20 de febrero de 1431.
Vittoria Colonna se hizo famosa en el siglo XVI como poetisa y figura destacada en los círculos letrados.
En 1627 Anna Colonna, hija de Filippo I Colonna, casada con Taddeo Barberini de la familia Barberini; sobrino del Papa Urbano VIII.
En 1728, la rama Carbognano (Colonna di Sciarra) de la familia Colonna añadió el nombre Barberini a su nombre de la familia cuando Giulio Cesare Colonna di Sciarra se casó con Cornelia Barberini, hija del último heredero masculino de la línea Barberini para conservar el nombre de su abuelo Maffeo Barberini (hijo de Taddeo Barberini).

## Historia posterior
La familia Colonna habían ostentado el cargo de príncipes asistentes del Solio pontificio desde 1710, aunque su título principesco papal solo data de 1854.
La residencia de la familia en Roma, el Palazzo Colonna, está abierto al público todos los sábados por la mañana.
La rama de la familia principal Colonna di Paliano está representada hoy por el príncipe Marcantonio Colonna di Paliano, príncipe y duque de Paliano (n. 1948), cuyo heredero es Giovanni Andrea Colonna di Paliano (n. 1975), y por Próspero Colonna di Paliano, príncipe de Avella (n. 1956), cuyo heredero es Filippo Colonna di Paliano (n. 1995).
La línea Colonna di Stigliano está representado por Próspero Colonna di Stigliano, príncipe de Stigliano (n. 1938), cuyo heredero es su sobrino Stefano Colonna di Stigliano (n. 1975).
Una rama de la familia Colonna viajó al Perú al departamento de Piura, estableciéndose en la ciudad de Paita, actualmente se ubica en Lima a Miguel Ángel Colonna Valdez en el distrito de Santiago de Surco.
También se ubica otra rama de la familia en Venezuela, en la ciudad de Maracay capital del estado Aragua, a Mario Colonna y su descendencia.